# Noi siamo i giovani (album)
Noi siamo i giovani è un album discografico della cantante ed attrice Catherine Spaak, pubblicato nel 1964 dalla Dischi Ricordi.

## Descrizione
Grazie al grande successo che la Spaak sta riscuotendo in quegli anni come attrice in Italia la Dischi Ricordi le offre un contratto discografico con cui vengono pubblicati alcuni 45 giri e due album, tra cui L'esercito del surf, grande successo estivo del 1964 (dove la Spaak ha citato il titolo del suo album nel ritornello del brano), I giorni azzurri, colonna sonora tratta dal film La calda vita con la stessa Spaak e Questi vent'anni miei, altra colonna sonora del film I malamondo.
Come per il precedente, anche in questo caso l'album si avvale degli arrangiamenti dalle orchestre di Iller Pattaccini ed Ennio Morricone che vedono per i testi le firme di Calibi, Mogol, Giorgio Gaber e Franco Migliacci.

## Edizioni
L'album è stato pubblicato in Italia nel 1964 dall'etichetta Dischi Ricordi, con numero di catalogo MRL 6043 in musicassetta ed LP e non è mai stato ristampato in CD o per le piattaforme streaming. All'epoca della sua uscita fu distribuito anche in UK ed in Brasile (qui con il titolo La nostra primavera). Seppure non esista una release digitale dell'album, molte delle canzoni sono state inserite in compilation.

## Tracce
1. La nostra primavera
2. L'esercito del surf
3. Questi vent'anni miei
4. Ma tu
5. Dimmi perché
6. Un giorno qualunque
7. Si mi vuoi, mi vuoi
8. Mi fai paura
9. Penso a te
10. Come faccio a dir di no
11. In un giardino
12. I giorni azzurri